# José Ignacio Inchausti
José Ignacio Inchausti “Tiki” (Madrid, 1 de enero de 1973), es un exjugador y entrenador de rugby español. Actualmente entrena al CR Soto del Real. En su etapa como jugador, su posición habitual era de centro.

## Carrera como jugador
Debutó con la selección española de rugby en un partido de prueba contra Japón en Tokio, el 20 de agosto de 1999. Jugó en la Copa Mundial de Rugby de 1999  y también en la Copa Mundial de Rugby Sevens de 2001 en Mar del Plata, Argentina. Su último partido internacional fue contra Eslovenia en Ljubljana, el 27 de marzo de 2005. En el momento de su primera convocatoria, era el único integrante de la plantilla que jugaba en un club de la segunda división española, el Moraleja Alcobendas, donde jugó toda su carrera. Alfonso Feijoo lo había incluido principalmente por su velocidad y potencial a pesar de no haber marcado todavía para España.

## Carrera de entrenador
A partir de 2008, Inchausti fue nombrado entrenador de la selección española de rugby a siete .  Fue nombrado nuevamente como entrenador de la selección de España de rugby a siete en 2015, en sustitución de Alberto Socías .  También entrenó a España durante los Juegos Olímpicos de Verano de 2016 . 
En 2022, España fue descalificada del Mundial de Rugby de Francia 2023 por la alienación indebida de un jugador. "Tiki" y Fernando Díez fueron acusados de cómplices al saber que el jugador no era elegible para jugar con España. "Tiki" fue suspendido por cinco años y no puede entrenar a ningún equipo.  En 2023 fichó por el CR Soto del Real de forma interina. 

## Vida privada
Tiene una hija llamada Rosa Isabela Inchausti y un hijo llamado Ignacio Inchausti.